# 핑둥선
핑둥선(중국어 정체자: 屏東線, 병음: Píng dōng xiàn, 한자음: 병동선)은 타이완 가오슝시 싼민 구 가오슝역에서 핑둥 현 팡랴오 향의 팡랴오 역에 이르기 타이완 철도 관리국의 철도 노선이다.

## 역사
이 노선은 1941년 12월에 완공되었다. 가오슝과 핑둥 사이의 구간은 1996년 7월 10일에 전철화되었다. 핑둥과 차오저우 사이의 구간은 2015년 8월 23일 두 역 사이의 고가 선로가 개통되면서 전철화되었다.

### 차오저우-팡랴오 업그레이드
핑둥과 차오저우 사이의 고가 선로가 완공된 직후, TRA는 차오저우와 팡랴오 사이의 마지막 구간의 전철화 계획을 시작했다. 이 계획은 2013년 6월 3일 내무부의 승인을 받아 2014년 11월 16일에 착공되었다.
선로를 전철화하는 것 외에도 다음과 같은 업그레이드가 동시에 수행되었습니다:
- 저상 열차를 수용하기 위해 모든 역의 승강장을 확장하고 확장.
- 난저우와 린볜 사이에 두 번째 선로 추가.
- 젠안과 자동에 두 번째 플랫폼 추가.

인프라는 2019년 10월에 완공되었으며, 11월 8일부터 전기 열차를 이용한 시험 운행이 시작되었다. 전철화된 선로는 2019년 12월 23일에 공식적으로 운행을 시작했다.

## 운행 형태
- 구간차(區間車)
- 대호쾌차(중국어판)

## 차량
- 자강호(自強號)
- 거광호(莒光號)
- 구간차, 구간쾌차

## 역 목록
| 185 | 가오슝           | 高雄      | Kaohsiung                              | 종관선 (남쪽) ■ 가오슝 첩운 홍선 ■ 타이완 고속철도 |
| --- | 민쭈             | 民族      | Minzu                                  |                                                    |
| --- | 과학 기술 박물관 | 科工館    | National Science And Technology Museum |                                                    |
| --- | 정이/청칭        | 正義/澄清 | Zhengyi/Chengqing                      |                                                    |
| 186 | 펑산             | 鳳山      | Fengshan                               | ■ 가오슝 첩운 귤선: 펑산                           |
| 187 | 허우좡           | 後庄      | Houzhuang                              |                                                    |
| 188 | 주취탕           | 九曲堂    | Jiuqutang                              |                                                    |
| 189 | 류콰이춰         | 六塊厝    | Liukuaicuo                             |                                                    |
| 190 | 핑둥             | 屏東      | Pingtung                               |                                                    |
| --- | 광둥난루         | 廣東南路  | ---                                    |                                                    |
| 191 | 구이라이         | 歸來      | Guilai                                 |                                                    |
| 192 | 린뤄             | 麟洛      | Linluo                                 |                                                    |
| 193 | 시스             | 西勢      | Xishi                                  |                                                    |
| 194 | 주톈             | 竹田      | Zhutian                                |                                                    |
| 195 | 차오저우         | 潮州      | Chaozhou                               |                                                    |
| 196 | 칸딩             | 崁頂      | Kanding                                |                                                    |
| 197 | 난저우           | 南州      | Nanzhou                                |                                                    |
| 198 | 전안             | 鎮安      | Zhen'an                                |                                                    |
| 199 | 린볜             | 林邊      | Linbian                                |                                                    |
| 200 | 자둥             | 佳冬      | Jiadong                                |                                                    |
| 201 | 둥하이           | 東海      | Donghai                                |                                                    |
| 203 | 팡랴오           | 枋寮      | Fangliao                               |                                                    |

## 같이 보기
- 타이완의 철도
- 타이완 철로관리국